# Église Saint-Ludgerus de Billerbeck
L'église Saint-Ludgerus de Billerbeck est une église catholique située dans la ville de Billerbeck, au Nord-Ouest de l'Allemagne.
L'architecte est Wilhelm Rincklake, qui a construit l'édifice dans un style néogothique.
C'est un lieu de pèlerinage consacré à saint Ludger.

## Historique
La construction a commencé en 1892 et s'est achevée en 1898.

## Dimensions
Les dimensions de l'édifice sont les suivantes :

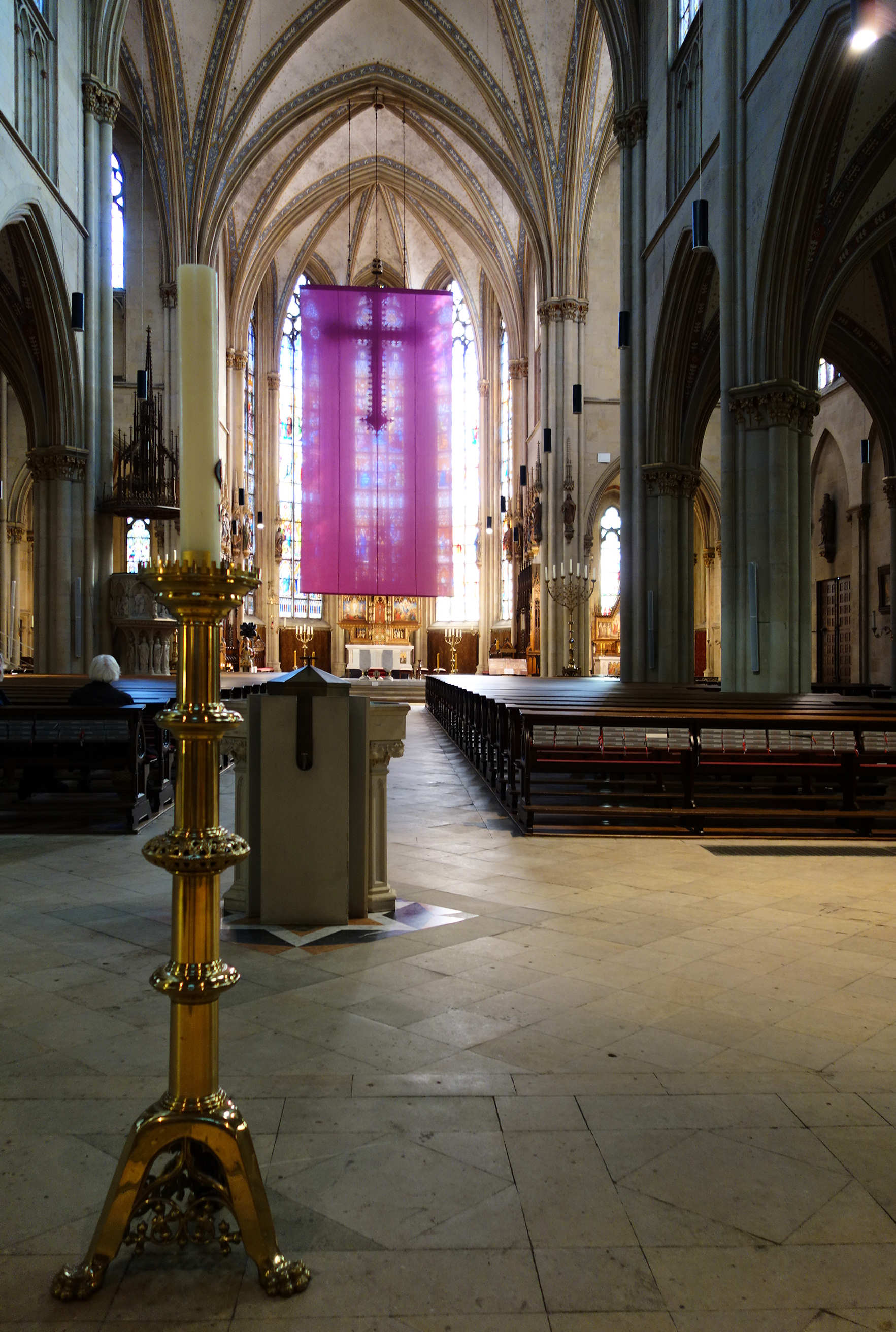
Intérieur de l'église.

- hauteur intérieure : 22 m ;
- longueur totale : 56 m ;
- hauteur des tours : 100 m.